# Деседа, Кармен
Кармен Деседа (исп. Carmen C. Deseda) — пуэрториканский педиатр. Она является медицинским работником и командиром Офицерского корпуса службы общественного здравоохранения США. Деседа два срока проработала государственным эпидемиологом в Министерстве здравоохранения Пуэрто-Рико: сначала с 1994 по 2001 год, а затем с января 2017 года по март 2020 года.

## Образование
В 1976 году Деседа с отличием окончила Университет Пуэрто-Рико, получив степень бакалавра наук по биологии. В 1979 году она получила степень доктора медицины в Центральном университете Карибского бассейна (UCC). В 1980 году в Калифорнийском университете в Лос-Анджелесе Деседа изучала детские инфекционные заболевания под руководством Джеймса Черри и паразитологию под руководством Мариетты Вог. В 1980 году она прошла медицинский курс по эпидемиологии в паразитологическом отделе Службы эпидемиологической разведки. В 1981 году Деседа закончила ординатуру по педиатрии в Детской больнице Сент-Луиса. С 1982 по 1983 год она работала ординатором в педиатрическом отделении городской больницы Сан-Хуана.

## Карьера
С 1985 по 1986 год Деседа работала преподавателем педиатрии в отделении неотложной помощи городской больницы Сан-Хуана, а с 1986 по 1987 год — на кафедре педиатрии в Центральном университете Карибского бассейна (UCC) и региональной больнице Баямона. В период с 1987 по 1989 год она занимала преподавательские должности в больнице пресвитерианской общины Эшфорда, в том числе была координатором первого ежегодного собрания преподавателей и председателем программы непрерывного медицинского образования. С 1991 по 1993 год Деседа работала эпидемиологом в отделении гепатита Службы эпидемиологической разведки Центров по контролю и профилактике заболеваний (CDC). С 1993 по 1994 год она была врачом-эпидемиологом и директором программы массовой иммунизации по искоренению кори в CDC. С 1994 по 2001 год Деседа была доцентом кафедры педиатрии в Центральном университете Карибского бассейна.
В 1994 году Деседа присоединилась к Офицерскому корпусу службы общественного здравоохранения США в качестве медицинского офицера. Она — командир-хирург.
С 1985 по 1990 год Деседа вела частную педиатрическую практику в Ато-Рей. Вместе с Рамоном Руисом Арнау она была директором пилотной программы по неонатальному гепатиту В в университетской больнице в Баямоне, Пуэрто-Рико. С 2001 года она является содиректором клиники Caribbean Travel Medicine в Ато-Рей. С 2002 года она работала консультантом в Американском Красном Кресте в регионе Пуэрто-Рико.
Деседа является членом Международного общества медицины путешествий и занимала пост президента Латиноамериканского общества детских инфекционных заболеваний.

### Государственный эпидемиолог
С 1994 по 2001 год Деседа занимала должность государственного эпидемиолога в Министерстве здравоохранения Пуэрто-Рико. Она была назначена на эту должность губернатором Педро Россельо.
В январе 2017 года губернатор Рикардо Россельо назначил Деседу государственным эпидемиологом в Министерстве здравоохранения Пуэрто-Рико.
19 марта 2020 года журналисты Центра журналистских расследований (CPI) в Пуэрто-Рико заявили, что Деседа, которая стала более заметной в прессе после отставки министра здравоохранения Пуэрто-Рико Рафаэля Родригеса Меркадо, не имеет полномочий быть государственным эпидемиологом. В ответ губернатор Ванда Васкес Гарсед заявила, что это командное решение, и что она поддерживает Деседу в её роли. В тот же день группа пуэрториканских учёных распространила документ с требованием об отставке Деседы, в котором говорилось, что в прошлом она продемонстрировала некомпетентность и не справится с задачей борьбы с пандемией COVID-19 в Пуэрто-Рико. В конце марта 2020 года Деседа объявила о своей отставке. Она заявила, что пропустила предыдущие пресс-конференции, посвящённые COVID-19, из-за проблем со здоровьем у членов семьи. Её отношения с исполняющей обязанности министра здравоохранения Консепсьон Киньонес де Лонго были не такими прочными, как с Родригесом Меркадо.